# Colomera
Colomera ist eine Gemeinde in der Provinz Granada im Südosten Spaniens mit 1.278 Einwohnern (Stand: 2024). Die Gemeinde liegt in der Comarca Los Montes. 

## Geografie
Die Gemeinde liegt im Norden der Provinz und grenzt an Albolote, Atarfe, Benalúa de las Villas, Iznalloz, Moclín und Montillana. Colomera ist eine Hangsiedlung in den nördlichen Ausläufern der Sierra Nevada, die oberhalb einer römischen Brücke über den Fluss Colomera liegt, der etwa drei Kilometer weiter nördlich vom großen Colomera-Staudamm nach Süden fließt.

## Geschichte
Colomera, das 1486 im Zuge der Reconquista von den Mauren befreit wurde, wird von einem großen, mit arabischen Ruinen durchsetzten Felsvorsprung beherrscht, der der Kirche Nuestra Sr. de la Encarnacion aus dem 16. Jahrhundert vorausgehen. Der Bau wurde 1530 begonnen und 1560 vom Erzbischof von Granada eingeweiht.

## Wirtschaft
Die lokale Landwirtschaft umfasst den Anbau von Mandeln, Oliven und Zitrusfrüchten. In einer lokalen Fabrik werden auch Textilien für den in- und ausländischen Verbrauch hergestellt. 